# سحماتا (فلسطين)
سُحماتا تقع حوالي 25 كم شمال شرق عكا في الطريق إلى صفد وحوالي 17 كم من خط الساحل، بين البقيعة وترشيحا. كانت سحماتا إبان الحكم العثماني تتبع لقضاء صفد، وبعد انتهاء الحرب العالمية الأولى، أعادت حكومة الانتداب البريطاني تقسيم الألوية والأقضية، وألحقتها بقضاء عكا - لواء الجليل.
المنظر الذي تطل عليه سُحماتا غرباً، وفيه تظهر ترشيحا والمستوطنة اليهودية مَعَلوت ترشيحا. تقع سُحماتا حوالي 600م فوق سطح البحر، ومن قمتها يمكن رؤية ساحل عكا
الشارع الرئيسي الذي يربط منطقة الساحل بصفد يمر من وسط أنقاض سُحماتا ويقسمها إلى قسمين منفصلين. هنا تشاهد القسم القبلي من سُحماتا كما يبدو من مركز البلد.

## موقع وأبنية سحماتا
تحدّ سحماتا من الغرب ترشيحا ومعليا؛ وإلى الجنوب كفرسميع والبقيعة؛ بيت جن إلى الجنوب الشرقي، وحرفيش وسبلان شرقاً، ودير القاسي فسوطة شمالا؛ ومن الجنوب الغربي أراضي يانوح.
بلغت مساحة القرية 135 دونماً؛ تكونت سحماتا من الحارة الغربية /التحتا يتوسطها مسجد وكنيسة القرية وبها ساحة وبركة «الرحبة»؛ والحارة الشرقية /الفوقا وبأعاليها قلعة صليبية تاريخية.
كانت تضم مدرسة اسسها العثمانيون في العام 1886؛ في عهد الانتداب البريطاني أُسست مدرسة زراعية لتدريب الطلاب على طرق الزراعة العملية كتربية الدواجن والنحل. بالقرية كنيسة، ومسجد، ومعاصر زيتون وبها أيضا منزول (ديوان).
كما بها بقايا قلعة صليبية أعاد بناءها الأمير ظاهر العمر في القسم الثاني من القرن الثامن عشر.

## اقتصاد القرية
بلغت الأراضي التابعة لسحماتا 16921 دونماً، كست معضمها احراج السنديان، البطم، الزعرور والإجاص البري؛ واشتهرت بكثرة نبات السماق والطيون في أراضيها. فيما زُرِع 5191 دونماً بالقمح والشعير والكرسنة والذرة الصفراء والخضار؛ ومنها 2110 دونماً أشجار الزيتون. كما عُرفت سحماتا بإنتاجها لأنواع فاخرة من التبغ الذي انتشرت زراعته في مناطق الجليل. كان بالقرية آبار وبركتان لمياه الأمطار «الرحبة» ومساحتها 5 دونمات تقوم على ارض مرصوفة بالفسيفساء في القرية، والثانية بالقرب من بيادر القرية وتسمى «الجوانية» أو «الجنوبية»؛ وبها خمسة ينابيع هي العين، والقواطيع، والمغارة الشمالية، وبرزة، والبياضة. كما يجري شرق القرية وادي الحبيس (القرن). مَلَك الأراضي أهالي القرية ومن أسماء الأراضي: زيتون العرب، السوس، القواطيع، الدبش، بوليا وخلة القسيس.

## احتلال وتدمير سحماتا
أُحتلت القرية في سياق عملية حيرام. قامت الطائرات بقصف سحماتا من الجو في نهاية تشرين أول 1948، ثم دخلتها قوات الاحتلال، وبلغت حصيلة مجزرة سحماتا 16 قتلاً.

## أهالي سحماتا
عام 1948، وكان عدد سكانها يربو على 1,300 نسمة من المسلمين والمسيحيين. وكان في سُحماتا حينئذ أكثر من 200 منزل. بقي حوالي 7% من أهالي سحماتا مهجرين في وطنهم، ينتمون إلى عائلات سمعان، موسى، قدورة، سليمان، عبد الوهاب، الجشّي، محمود، وأحمد يبلغ تعدادهم اليوم حوالي 600 نسمة ويكوّنون 140 عائلة. يقيمون في قرى فسوطة، ترشيحا، الرامة بشكل أساسي وغيرها من مناطق البقيعة، كفر سميع، المكر، شعب، المزرعة، وفي مدن حيفا، وعكا، وشفا عمرو. عدد اللاجئين المسجلين من سحماتا وصل إلى 8050 نسمة حسب تقديرات عام 1998، والغالبية العظمى منهم يعيشون في مخيمات برج البراجنة، البداوي، الرشيدية، نهر البارد، عين الحلوة في لبنان بشكل أساسي وفي اليرموك في سوريا وأنحاء مختلفة من العالم العربي.

## القرية الْيَوْمَ
مستوطنات حوسن وتسورئيل والجناح الشرقي من مستوطنة معلوت تقع على أراضي القرية. جدران عدد قليل جدا من البيوت لا تزال قائمة في سحماتا وموقع القرية محاط بالسياج، وعليه بوابة مقفلة، ويبدو من الآثار في الموقع أن المكان تحول إلى زريبة ومرعى لمواشي إحدى المستوطنات القريبة.

## وصلات خارجية
- http://www.iconnect.co.il/alhanin/Article.asp?ID=26